# Al Giordino
(Rivolto a Dirk Pitt, intendendo il dirigibile Prospeerter, nel libro Cyclops)
Albert Cassius Giordino è un personaggio immaginario della serie di romanzi d'avventura di Clive Cussler; appare per la prima volta in Enigma (pubblicato nel 1973).
È descritto con origini italiane, alto 162 cm, con capelli scuri increspati, carnagione olivastra e naso aquilino. Tarchiato e forte, Cussler lo descrive spesso come un "robusto italiano". Ha perso il dito mignolo della mano destra, durante un'avventura nel libro Vortice quando infilò il dito nella canna di una pistola detenuta da Delphi Moran.

## Biografia
È stato compagno di scuola con il protagonista della serie Dirk Pitt fin dalle elementari; insieme hanno frequentato l'accademia del United States Air Force, dove hanno servito negli ultimi giorni della guerra del Vietnam. Dopo il Vietnam hanno preso parte alla NUMA su richiesta del direttore, l'ammiraglio James Sandecker, ufficialmente in prestito temporaneo dall'Air Force. L'incarico attuale è di "Assistente del Direttore dei Progetti Speciali", dopo essersi ritirato da capitano.
Giordino non si è mai sposato, ad eccezione del finale del libro Atlantide, dove immagina di sposare un personaggio incontrato nel romanzo. Giordino vive in un condominio ad Alexandria, in Virginia.

## Film
Nel film del 2005 Sahara, Giordino è personificato dall'attore Steve Zahn. In Blitz nell'oceano il personaggio (rinominato Vinnie) ha solo un cameo.